# M9 Sri Lanka Railways
A M9 Sri Lanka Railways, é um modelo de locomotiva diesel-elétrica construída pela Alstom Prima em 2000 e adquirida pela ferrovia Sri Lanka Railways.